# Staurastrum aculeatum
Staurastrum aculeatum là một loài Song tinh tảo trong họ Desmidiaceae, thuộc chi Staurastrum.